# Fred Wiznerowicz
Fred Dieter Wiznerowicz (* 25. September 1938 in Züllichau) ist ein deutscher Ingenieur und Hochschullehrer.

## Leben und Werk
Wiznerowicz absolvierte sein Abitur 1958 an der Humboldtschule Hannover. Danach studierte er an der Technischen Hochschule Hannover, wo er 1970 schließlich promovierte über die „Belastung des Drehstrom-Bordnetzes eines Schiffes bei Ladewindenbetrieb“. Daraufhin arbeitete er vier Jahre in der Forschungs- und Entwicklungsabteilung der Firma Kabelmetal. Wiznerowicz wurde 1974 Professor an der Fachhochschule Hannover (heute Hochschule Hannover).
Wiznerowicz widmete sich zeit seiner beruflichen Laufbahn Kabeln und Isolierstoffen in seiner Forschungs- und Publikationstätigkeit.

## Schriften (Auswahl)
- Ekkehard Kuhnert, Fred Wiznerowicz: Eigenschaften von Energiekabeln und deren Messung. 3. Auflage. EW Medien und Kongresse, Frankfurt a. M. 2012, ISBN 978-3-8022-0968-0, S. 200.
- H. Grabinski, F. Wiznerowicz: Energy transfer on three-phase high-voltage lines: The strange behavior of the Poynting vector. In: Electrical Engineering. Band 92, Nr. 6, 2010, S. 203–214, doi:10.1007/s00202-010-0176-0.
- Karl-Heinz Münnich, Fred Wiznerowicz: Kabel- und Leitungsschäden: Entstehungsursachen und Möglichkeiten zur Schadensprophylaxe. Inst. für Bauschadensforschung, Hannover 1995, S. 41.
- Gerhard Wanser, Fred Wiznerowicz: Kabel- und Leitungsschäden: Entstehungsursachen und Möglichkeiten zur Schadensprophylaxe. Hannover 1990, S. 38.
- G. Wanser, F. Wiznerowicz: Der weltweite Stand der Energiekabeltechnik. In: Technische Rundschau, Bern. Band 78, Nr. 43, 1986, S. 84–89.
- Gerhard Wanser, Fred Wiznerowicz: Eigenschaften von Energiekabeln und deren Messung. Verl.- und Wirtschaftsges. der Elektrizitätswerke, Frankfurt (Main) 1982, ISBN 3-8022-0048-9, S. 107.